# Mjazjysiatki
Mjazjysiatki (vitryska: Мяжысеткі) är en agropolis i Belarus.   Den ligger i voblasten Mahiljoŭs voblast, i den nordöstra delen av landet, 170 km öster om huvudstaden Minsk. Mjazjysiatki ligger 170 meter över havet och antalet invånare är 1 807.

## Natur
Terrängen runt Mjazjysiatki är platt. Trakten är tätbefolkad. Närmaste större samhälle är Mahiljoŭ, 19,0 km nordost om Mjazjysiatki.